# Rage of Mages
Rage of Mages (Аллоды. Печать тайны, Allods: Sealed Mystery) est un jeu vidéo de rôle et de stratégie en temps réel développé par Nival Interactive et sorti en 1998 sur Windows.
Ce premier volet connaîtra une suite l'année suivante, baptisée Sortilèges : Rage of Mages II, une autre en 2001, Evil Islands: Curse of the Lost Soul et donnera enfin naissance au free to play Allods Online, un Jeu en ligne massivement multijoueur.

## Trame
En l'an 646 de l'ère des Alleux, l'alleu d'Oumoïr est mystérieusement scellé pour le reste du monde : personne n'en revient depuis plusieurs décennies. Convaincus que le gardien de l'Oumoïr, Archimage Skrakan, a découvert un nouveau principe magique, les autorités du puissant empire de la Kania y envoient ses quatre agents. Ceux-ci doivent prendre possession dudit principe et trouver un moyen de le livrer en Kania. Mais lorsqu'ils sont téléportés en Oumoïr, ils se retrouvent dispersés dans tout l'alleu qui regorge de brigands, ainsi que de monstres jamais vus par les Kaniens. L'une de leurs tâches est alors de se réunir à nouveau en une seule escouade.
Au cours de leurs pérégrinations à travers l'Oumoïr, les Kaniens viennent en aide à Brian, un chevalier errant qu'ils sauvent des griffes des orcs. Brian, reconnaissant, raconte aux héros comment un jour, sur une route d'Oumoïr, il tomba sur un messager assassiné de l'Archimage Tenses. Sur le corps se trouvait une lettre indiquant que Tenses avait envoyé sa cape magique et un parchemin pour aider son ami Skrakan, et que Tenses avait passé des années à essayer de comprendre ce que Skrakan avait rencontré dans les mondes extérieurs. Brian jura de venger le meurtre du messager. Il rejoint l'escouade et, ensemble, ils se vengent des meurtriers et prennent possession de la cape et du parchemin de Tenses, ainsi que du bracelet royal qui leur ouvre le passage à l'intérieur de Rakhl-Oumoïr, la demeure de l'Archimage Skrakan à partir de laquelle les monstres se sont répandus sur tout l'alleu. Après s'être frayé un chemin jusqu'au pied de Rakhl-Oumoïr, les héros y trouvent un elfe gisant au bord de la mort et le guérissent. Cet elfe, Roud Glaën, accompagne les humains à l'intérieur de Rakhl-Oumoïr, où ils rencontrent nul autre que l'Archimage Skrakan, transformé en pierre par une puissante magie.
Llibéré du sort qui le liait, Skrakan raconte aux héros qu'en l'an 576, après des années de recherche, il sut ouvrir un portail vers les mondes extérieurs. Malgré la barrière de protection magique, un monstre puissant et répugnant arriva par ce portail dans le laboratoire de Skrakan, ce qui pouvait nuire non seulement à l'Oumoïr mais au monde entier des alleux. En une fraction de seconde, l'Archimage recouvrit l'Oumoïr d'un dôme protecteur, laissant entrer tout le monde, mais ne laissant personne sortir, après quoi il fut pétrifié par le Démon.
Avec le soutien de Skrakan, les héros trouvent le Démon et lui livrent une bataille finale, dans laquelle ils gagnent. En guise de remerciement, Skrakan accorde aux héros la possibilité de se déplacer librement entre les alleux.
Dès le début de l'aventure et tout au long de l'intrigue, le héros, parfois aidé de mercenaires recrutés ou de personnages non joueur à escorter, devra combattre une multitude de guerriers et créatures (50 types d'ennemis au total).
Le scénario se compose d'étapes ou quêtes qui débloquent en rencontrant des personnages non-joueurs spécifiques et se terminent par une petite cinématique en image de synthèse. Chaque quête se déroule sur une carte spécifique, qui n'est qu'une parcelle de la grande île.
Pour survivre, le joueur devra régulièrement se rendre dans la capitale de l'alleu afin de vendre les objets gagnés lors des quêtes et acheter des équipements plus performants ou encore pour s'entraîner afin d'améliorer ses caractéristiques. Le principe d'expérience permet cependant d’évoluer au fil des combats sans nécessité d’entraînement.

## Système de jeu
Le joueur commence l'aventure par la sélection de son héros parmi deux grands archétypes (Guerrier ou Magicien) puis en définit le sexe, l'arme principale et son nom. Par la suite, le joueur est amené à contrôler des personnages supplémentaires qui suivront le héros au travers des différentes quêtes et dans son exploration d'un monde fragmenté en différents cartes.
L'interface de jeu se compose, à droite, d'un volet latéral qui rassemble une mini-carte et un encart pour visualiser le personnage et ses caractéristiques ainsi que les boutons permettant d'accéder au menu principal ou d'afficher et cacher d'autres éléments d'interface tels que l'inventaire ou le livre des sorts qui apparaîtront dans la partie inférieure de l'écran.
Concernant la zone de jeu et le gameplay de manière générale, la caméra est placées au-dessus des personnages et les parties inconnues de la carte sont masquées.
Pour explorer le monde de Rage of Mages, le joueur doit donc d'abord sélectionner le ou les personnages puis cliquer la destination d'arrivée à l'écran. De la même manière, pour attaquer un ennemi, il faut sélectionner le(s) combattant(s) avant de cliquer sur la cible. 
Il est à noter que seul le héros est capable de ramasser, toujours en cliquant à l'aide de la souris, les divers trésors qui parsèment les décors et de s'en équiper ou de s'en délester. Il est donc impossible de modifier et gérer l'équipement des personnages secondaires qui suivront éventuellement  le personnage principal.
Il existe un choix d'équipement varié (350 armes et armures différentes au total) pour habiller et armer le héros. Le magasin en ville permet ainsi de choisir chaque pièce d'armure, armes, potions et ces choix sont immédiatement visibles dans l'encart latéral de visualisation du personnage.

## Accueil
- Jeuxvideo.com : 16/20[5]